# Mosquée Sokollu Mehmet Pacha (Eminönü)
Pour les articles homonymes, voir Mosquée Sokollu Mehmet Pacha.
La mosquée Sokollu Mehmet Pacha (turc : Sokollu Mehmet Paşa Camii) est une mosquée impériale ottomane située dans le quartier fatih à Istanbul, en Turquie, au sud-est de l'Hippodrome de Constantinople. Elle est l'œuvre de l'architecte Sinan qui l'a construite pour le compte du grand vizir Sokollu Mehmet Pacha.

## Architecture
Son mihrab est totalement entouré de faïence (İznik), alors que son minbar est recouvert d'un toit conique du même matériau, chose unique à Istanbul.

Quatre fragments de la pierre noire sont enchâssés dans les murs intérieurs de la mosquée : au-dessus de la porte, dans un carreau de faïence, au sommet du mihrab et au sommet du minbar.
Nous pouvons également retrouver un fragment au dessus de la porte du tombeau du sultan Soliman le magnifique 

## Illustration

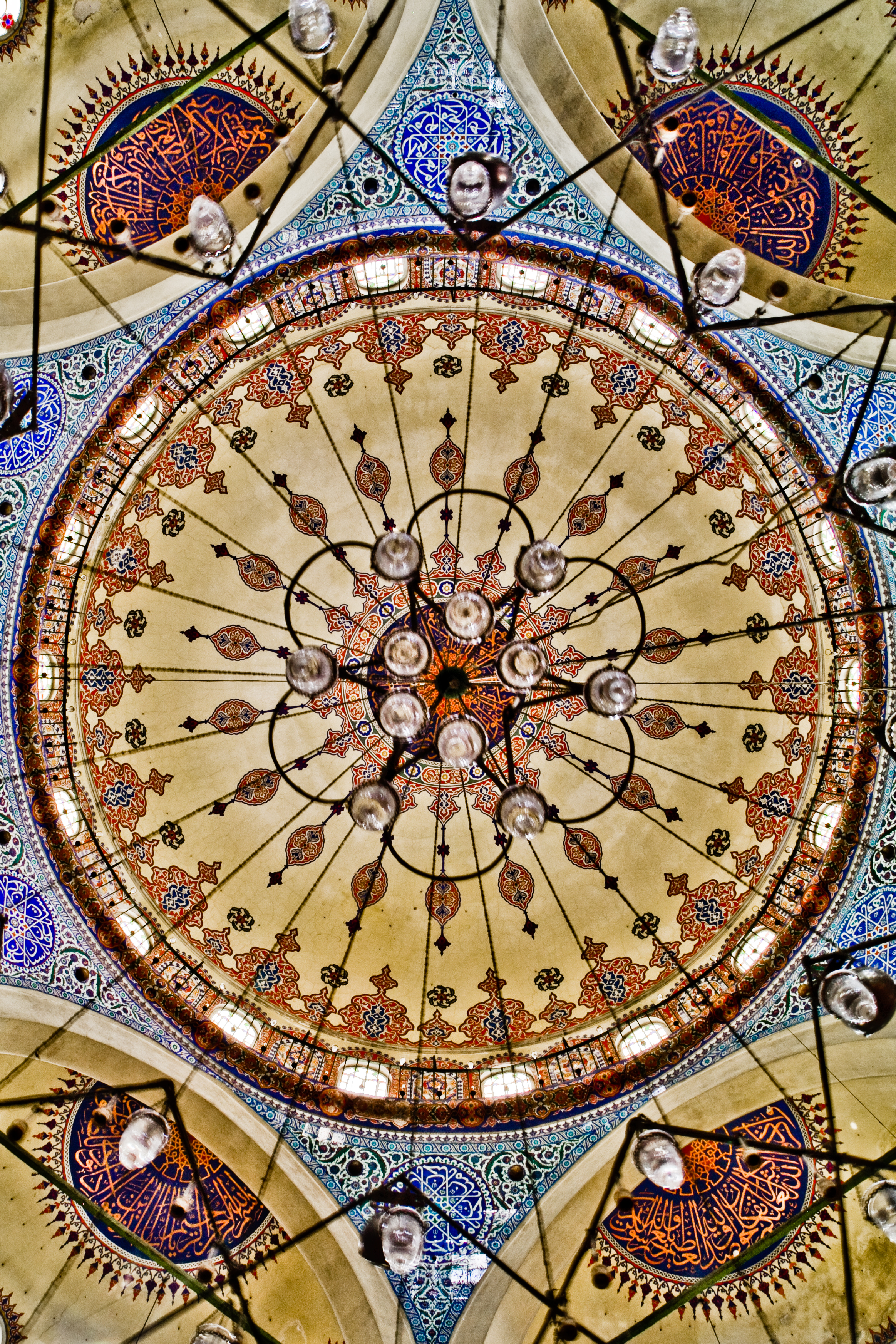
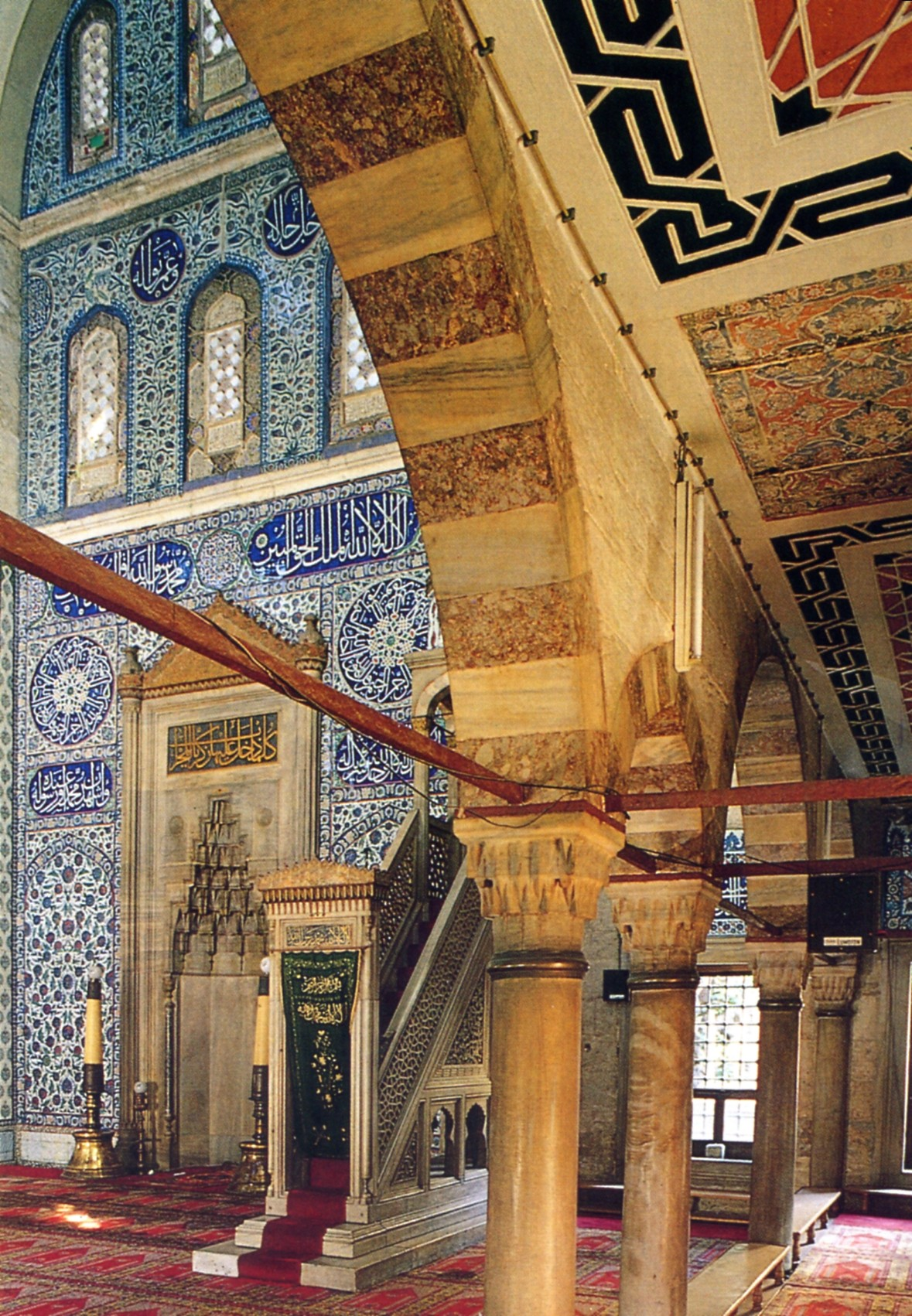
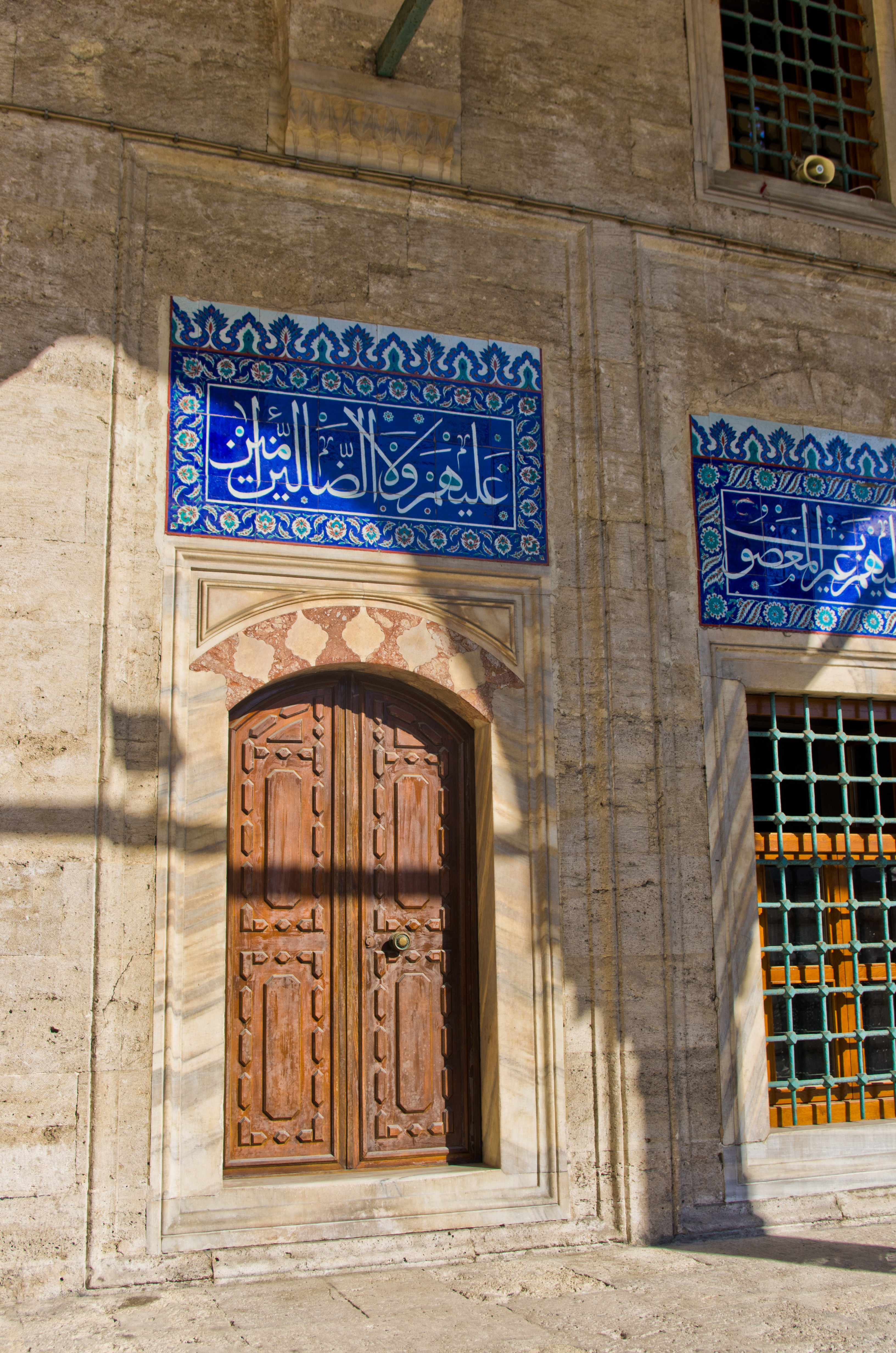
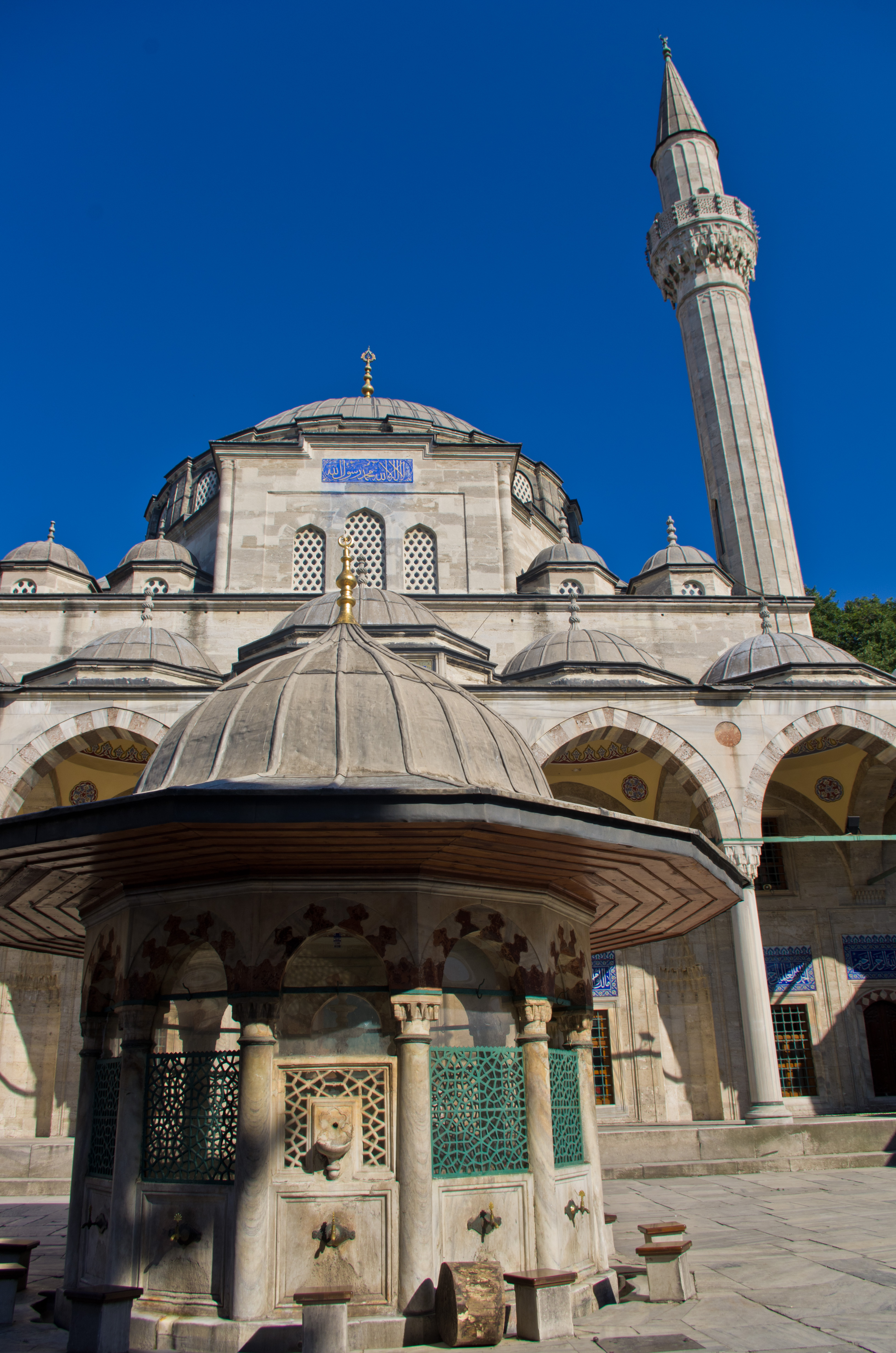